# Vaughanella oreophila
Vaughanella oreophila är en korallart som beskrevs av Keller 1981. Vaughanella oreophila ingår i släktet Vaughanella och familjen Caryophylliidae. Inga underarter finns listade i Catalogue of Life.